# Die Kolonie (1987)
Die Kolonie ist ein deutscher Spielfilm von Orlando Lübbert aus dem Jahr 1987, dessen Hauptrollen mit Michael Degen, Elisabeth Degen und Grischa Huber besetzt sind. Die Handlung beruht auf den Vorgängen rund um die Colonia Dignidad in Chile, einer faschistisch organisierten Sekte; dazu mischen sich erzählerische Elementen des politischen Terrors in Chile.

## Handlung
Nicole Brunner ist in Chile in die Fänge der deutschen Sekte „Colonia Dignidad“ geraten, die mit Drogen handelt. Als sie es schafft, ihrem Vater eine Nachricht mit der Bitte um Hilfe zukommen zu lassen, reist er in das südamerikanische Land, in dem Augusto Pinochet und seine Militärdiktatur das Sagen haben. Tief besorgt setzt er alles daran, seine Tochter zu retten, aber anstatt ihm zu helfen, wird er von den chilenischen Behörden hingehalten und behindert.
Tatsächlich kommt es dann aber in einem Lager doch noch zu einem Treffen zwischen Vater und Tochter, wobei Karl Brunner erkennen muss, dass er keine Chance hat, sein Kind mit nach Hause nehmen zu können. Vater und Tochter sind zu Marionetten in einem schrecklichen Spiel geworden.

## Produktion, Hintergrund
Produziert wurde der Film von der Xenon Film GmbH (Hamburg) in Co-Produktion mit der Hamburger Kino-Kompanie Hark Bohm Filmproduktions KG (Hamburg) und dem Westdeutschen Rundfunk (Köln). Die Filmaufnahmen entstanden in Hamburg und Madrid. Der Erstverleih erfolgte durch die FifiGe/AG Kino Hamburg (Hamburg).
Orlando ist ein Regisseur aus Chile, der seit 1974 in Berlin lebt. Bei der Verleihung des Prädikats „wertvoll“ durch die Deutsche Film- und Medienbewertung (FBW) begründete die Jury ihre Entscheidung mit der einschränkenden Bemerkung, dass der Ausschuss sich „des Einblicks nicht“ habe „erwehren“ können, „dass der Regisseur zu spürbar ganz persönlich dem Stoff verhaftet bleib[e] und von dorther viele interessante Chancen der Schauspielführung, der behutsamen Entwicklung korrespondierenden Charaktere ungenutzt“ lasse. Anerkennend wurde hervorgehoben, dass es hier „um eine herausfordernde Thematik unserer Tage“ gehe, „die besondere Aufmerksamkeit verdien[e]“.

## Rezeption

### Veröffentlichung
Der Film startete am 15. Oktober 1987 in den bundesdeutschen Kinos. In Chile lief er unter dem Titel La Colonia. Am 22. August 1988 wurde er erstmals im deutschen Fernsehen im Programm der ARD ausgestrahlt.

### Kritik
Der Film erhielt von der Filmbewertungsstelle Wiesbaden das Prädikat „wertvoll“, wobei eine „auffallend gute Fotografie“ hervorgehoben wurde, die „gesellschaftlichen und politischen Hintergrund in wichtigen Anknüpfungen zu relativieren vermag“.

„Engagierter Film, der sich auf wahre Begebenheiten beruft, die Verflechtung privater und politischer Interessen deutlich macht und die Folter als ein verachtenswertes Machtinstrument anprangert. Vom Thema her überzeugend und in der zweiten Hälfte gut entwickelt, krankt der Film jedoch an logischen Sprüngen, einer oberflächlichen psychologischen Entwicklung und an seiner Fernsehspiel-Dramaturgie.“

### Auszeichnung
Der Film erhielt das Prädikat „wertvoll“.